# Män som hatar kvinnor
Män som hatar kvinnor (titulada Millennium 1: los hombres que no amaban a las mujeres, literalmente en español: "Los hombres que odian a las mujeres") es una película dirigida por Niels Arden Oplev y protagonizada por Mikael Nyqvist y Noomi Rapace, producida en 2009. La película está basada en la novela homónima de Stieg Larsson. El preestreno fue el 25 de febrero de 2009 en Skelleftehamn (ciudad natal de Larsson) y el estreno oficial en Suecia y Dinamarca el 27 de febrero. Es la película escandinava más exitosa de los últimos años, con 1,8 millones de espectadores un mes después de su estreno. La chica que soñaba con una cerilla y un bidón de gasolina y La reina en el palacio de las corrientes de aire fueron rodadas al mismo tiempo que la primera parte. Se previó que, para recuperar tramas y personajes que quedaron fuera de las películas, lo filmado se reuniría en una serie televisiva.

## Reseña
El periodista Mikael Blomkvist (Mikael Nyqvist) es acusado de difamación y sentenciado a pasar tres meses en la cárcel. Apartado de su propia editorial, recibe la llamada del anciano industrial Henrik Vanger (Sven-Bertil Taube) y le hace una interesante propuesta: descubrir cuál de sus familiares mató a su sobrina Harriet, que desapareció sin dejar rastro en 1966. Así será como, con la ayuda de la excelente hacker Lisbeth Salander (Noomi Rapace), Mikael Blomkvist se embarque en una investigación que cambiará su vida y la de Lisbeth para siempre.

## Críticas
La Trilogía Millennium, escrita por el novelista sueco Stieg Larsson, ha vendido más de diez millones de ejemplares en todo el mundo y es uno de los grandes fenómenos literarios de los años 2000. La primera película de la saga, Män som hatar kvinnor, reproduce la oscura atmósfera de drama y misterio del superventas bajo la dirección del danés Niels Arden Oplev, y lo hace apostando por unos personajes fuertes, una historia intrigante y una gran emotividad lograda a través de viejas fotografías y filmaciones. El resultado es una película atrevida rodada en Estocolmo y otras localizaciones que pretende, como el libro, mostrar la otra cara de la sociedad.

## Reparto
- Mikael Nyqvist – Mikael Blomkvist
- Noomi Rapace -  Lisbeth Salander
- Lena Endre - Erika Berger
- Sven-Bertil Taube - Henrik Vanger
- Marika Lagercrantz - Cecilia Vanger
- Peter Haber - Martin Vanger
- Peter Andersson - Nils Bjurman
- Ingvar Hirdwall - Dirch Frode
- David Dencik - Janne Dahlman
- Björn Granath - Gustaf Morell
- Annika Hallin - Annika Giannini
- Sofia Ledarp - Malin Eriksson
- Thomas Köhler - "Plague"
- Michalis Koutsogiannakis - Dragan Armanski
- Per Oscarsson - Holger Palmgren
- Ewa Fröling - Harriet Vanger
- Stefan Sauk - Hans Erik Wennerström
- Fredrik Ohlsson - Brännlund
- Gösta Bredefeldt - Harald Vanger
- Gunnel Lindblom - Isabella Vanger
- Willie Andréason - Birger Vanger
- Jacob Ericksson - Christer Malm
- Christian Fiedler - Otto Falk
- Margareta Stone - Birgit Falk
- Reuben Sallmander - Enrico
- Julia Sporre - joven Harriet Vanger
- Linn Björlund - joven Anita Vanger
- Jesper Larsson - joven Mikael Blomkvist
- Tehilla Blad - joven Lisbeth Salander
- Georgi Staykov
- Yasmine Garbi - Mimmi
- Jan Mybrand
- Lennart R. Svensson
- Emil Almén
- Pale Olofsson
- Mikael Rahm
- Alexandra Eisenstein